# Эббенс, Себо
Себо Онно Эббенс (нидерл. Sebo Onno Ebbens; род. 31 октября 1945, Гронинген) — нидерландский хоккеист на траве, защитник. Участник летних Олимпийских игр 1968 года.

## Биография
Себо Эббенс родился 31 октября 1945 года в нидерландском городе Гронинген.
Играл в хоккей на траве за «Кампонг» из Утрехта.
17 октября 1965 года дебютировал в сборной Нидерландов в Познани в матче с Польшей (1:1).
В 1968 году вошёл в состав сборной Нидерландов по хоккею на траве на летних Олимпийских играх в Мехико, занявшей 5-е место. Играл на позиции защитника, провёл 1 матч, мячей не забивал.
В 1965—1970 годах провёл за сборную Нидерландов 45 матчей, мячей не забивал.
Работал в Гронингене учителем физики и координатором педагогического центра.
С 1978 года изучает буддизм. В 1994 году получил степень доктора философии в Неймегенском университете. Автор трёх книг об обучении и преподавании.